# سفراج
سفراج (به لاتین: Seferaj) یک روستا در آلبانی است.